# Mathieu Gaborit
Pour les articles homonymes, voir Gaborit.
Œuvres principales
- Les Chroniques des Crépusculaires
- Les Chroniques des Féals

Mathieu Gaborit, né le 25 août 1972, est un écrivain français, auteur de romans de fantasy et de science-fiction, qui est également concepteur de jeux. Il est l'auteur de plusieurs suites romanesques de fantasy, dont Les Chroniques des Crépusculaires et Abyme dans l'univers des Crépusculaires ainsi que Les Chroniques des Féals.

## Biographie

### Enfance et études
Mathieu Gaborit est né le 25 août 1972. À l'âge de dix ans, il découvre le jeu de rôle sur table par l'intermédiaire d'un ami chez qui il aperçoit une boîte d'initiation à Donjons et Dragons (la "boîte rouge"). Devenu un rôliste assidu, il consacre beaucoup de temps à créer des mondes imaginaires. Il effectue la fin de sa scolarité secondaire dans un lycée privé, puis obtient un bac d'économie et suit des études de droit à l'université avant d'interrompre ses études et d'effectuer son service militaire. 

### Les premières publications rôlistiques et littéraires

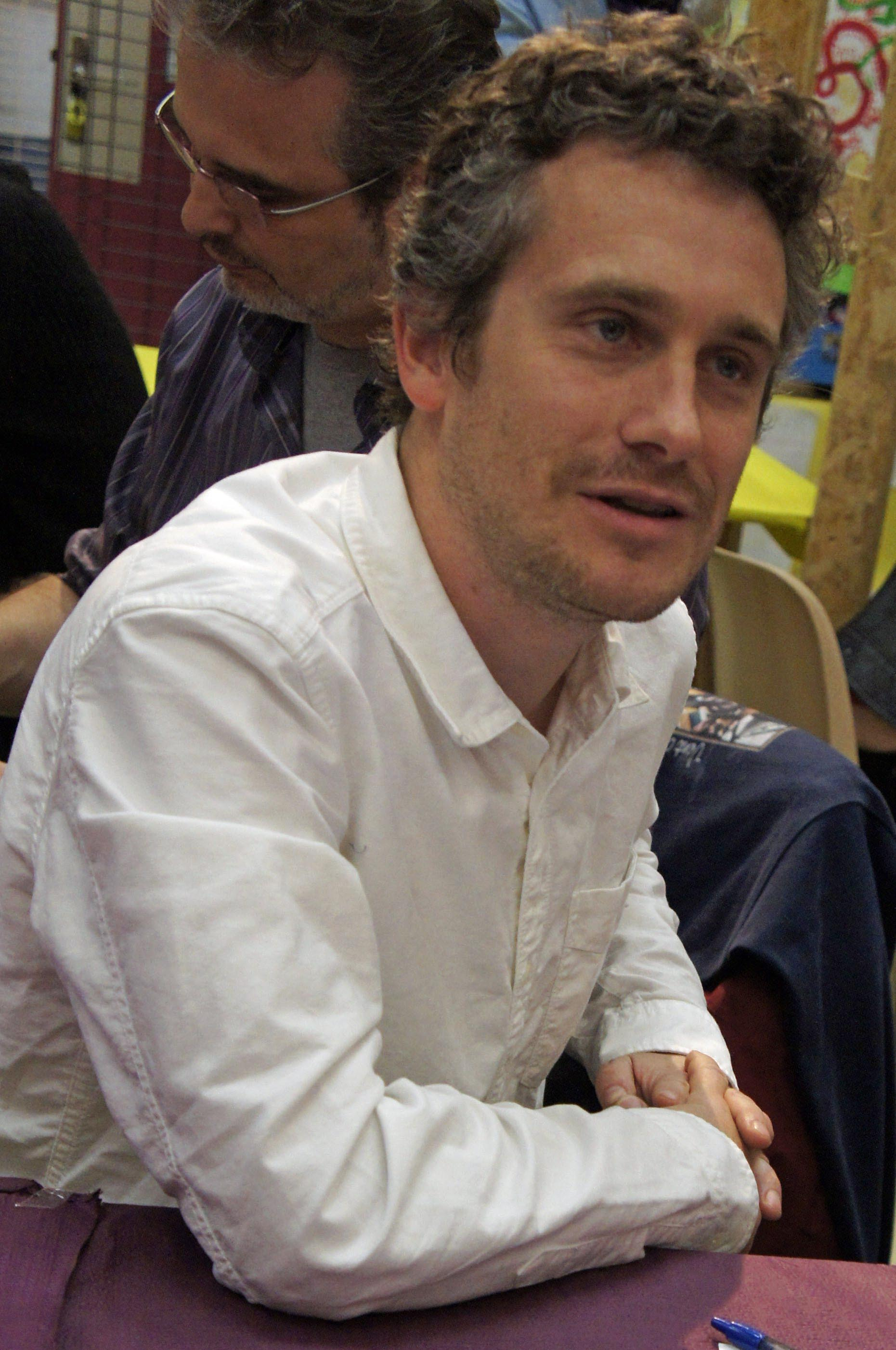
L'écrivain Fabrice Colin avec qui Mathieu Gaborit co-signe un roman steampunk.

Mathieu Gaborit commence par participer au magazine de jeux de rôle Casus Belli, ce qui contribue à le tourner vers l'écriture (comme cela a été le cas pour d'autres écrivains français de fantasy, par exemple Fabrice Colin avec qui il co-écrit plus tard un roman). C'est pendant cette période qu'il écrit son premier roman, Souffre-Jour. 
Mathieu Gaborit co-écrit alors avec Guillaume Vincent le jeu de rôle Ecryme, qui se déroule dans un univers steampunk et paraît aux éditions Tri Tel en 1994. Le jeu est récompensé par un prix attribué par la revue Casus Belli. Lors de la remise du prix, Mathieu Gaborit rencontre l'équipe des éditions Multisim, dont Frédéric Weil et Stéphane Marsan. Quelques mois après, Stéphane Marsan contacte Mathieu Gaborit et lui propose finalement de publier son roman : Gaborit publie ainsi en 1995 Souffre-Jour, premier tome de la trilogie Les Chroniques des Crépusculaires, qui se déroule dans univers de fantasy baroque,. Dès lors, pendant quelques années, Mathieu Gaborit travaille à la fois sur des jeux de rôle chez Multisim et à des romans pour Mnémos. En 1996-97, il publie deux autres romans situés dans le même univers et rassemblés par la suite sous le titre Abyme. Gaborit publie ensuite sous le pseudonyme de William Hawk une autre trilogie de fantasy, L'Âme des Rois nains. En 1997, Gaborit publie deux romans formant le diptyque Bohème situé dans l'univers d'Ecryme. Mathieu Gaborit prend ensuite part à la conception d'un jeu de rôle adapté des Chroniques des Crépusculaires, Agone, qui paraît en 1999 aux éditions Multisim. Le jeu est suivi d'une quinzaine de suppléments jusqu'à la disparition de Multisim en 2003. Mathieu Gaborit participe à quelques-uns, notamment sous la forme de brèves nouvelles au début de chaque supplément, puis, à la suite de la mort de Guillaume Vincent, s'éloigne un temps de la création de jeux et laisse à Raphaël Granier de Cassagnac le soin de continuer le récit. Mathieu Gaborit quitte alors Multisim pour se consacrer à l'écriture. 
En 1999, Mathieu Gaborit co-écrit avec Fabrice Colin un roman steampunk, Confessions d'un automate mangeur d'opium, qui reçoit en l'an 2000 le prix Bob Morane – Imaginaire dans la catégorie "Meilleur roman francophone". Fabrice Colin et Mathieu Gaborit sont amis de longue date et inventent ensemble l'univers du roman. Le livre est écrit de façon à laisser la possibilité de suites, mais les ventes ne sont pas suffisantes pour les rendre possibles, car le steampunk est alors un genre qui n'amène généralement pas de très grosses ventes par comparaison avec la fantasy.
Mathieu Gaborit travaille alors dans le jeu vidéo en tant que scénariste et concepteur de niveaux (level designer) tout en poursuivant ses activités d'écriture en parallèle. Il travaille pour Infogrammes et Ubi Soft et pour de plus petites structures comme Delphine Software et Spiders. Sa première expérience dans le jeu vidéo porte sur le jeu d'action-aventure Outcast développé par le studio belge Appeal et qui sort en 1999, puis principalement sur sa suite qui ne voit finalement pas le jour. Il travaille également comme scénariste pour le jeu Heroes of Might and Magic VI. Gaborit expérimente également l'écriture d'un scénario pour le cinéma. 
Durant cette période, Gaborit collabore à l'univers d'Aarklash, cadre des jeux publiés par l'entreprise française Rackham, avec deux romans : La Faille de Kaïber et Les Cendres de la colère. Gaborit avait été contacté pendant qu'il travaillait chez Multisim par Jean Bey, créateur de Rackham, aux débuts de la conception de cet univers, mais n'avait pas eu le temps de s'y consacrer. Plusieurs années après, Gaborit accepte deux romans de commande qui paraissent accompagnés de figurines.

### Les Chroniques des Féalset des collaborations variées

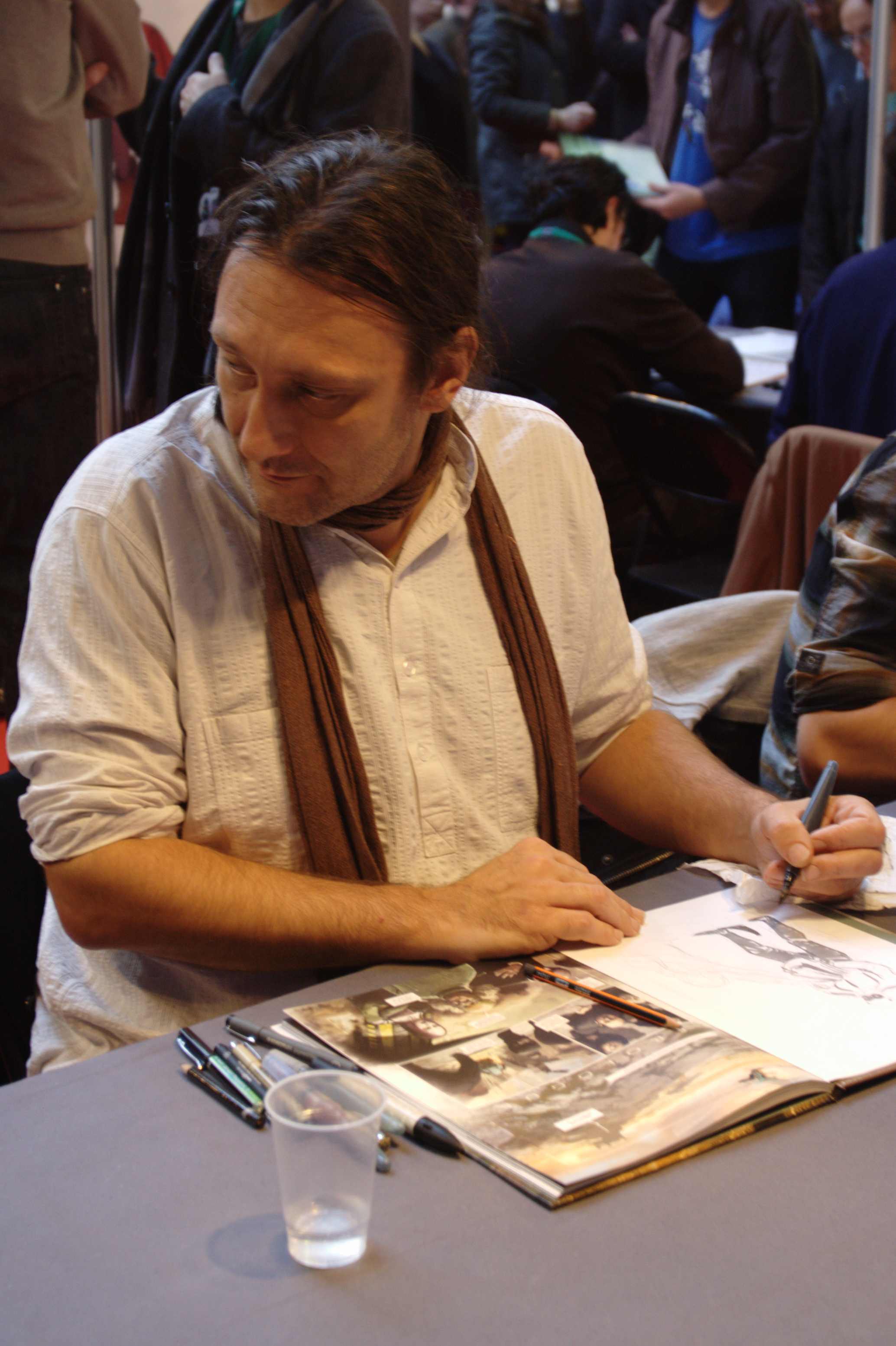
Gaborit travaille avec l'illustrateur Nicolas Fructus pour le jeu de rôle des Chroniques des Féals puis pour Jadis.

Entre 2000 et 2002, Mathieu Gaborit publie aux éditions Bragelonne une nouvelle trilogie de fantasy, Les Chroniques des Féals. Cette trilogie est le fruit d'une approche différente de l'écriture romanesque et Gaborit travaille avec l'éditeur Stéphane Marsan afin de mieux introduire les lecteurs à l'univers de ses livres. Cette trilogie romanesque est adaptée en un jeu de rôle du même nom paru aux éditions Sans-Détour en 2012 avec des illustrations de Nicolas Fructus. En 2003, Gaborit publie chez J'ai lu des versions réécrites et corrigées des Chroniques des Crépusculaires et d’Abyme, qu'il rend plus cohérents avec l'univers développé dans le jeu de rôle Agone et dont il modifie la fin. 
Mathieu Gaborit participe alors à plusieurs livres illustrés : Arcanes féeriques. Carnets de voyage de Sinane l'enchanteur illustré par Amandine Labarre en 2005, puis Faery City avec la même illustratrice deux ans après. 
Pendant les années suivantes, Mathieu Gaborit dit avoir rencontré des difficultés avec l'écriture par manque de confiance en lui, bien que ces difficultés aient concerné la perspective d'une écriture aboutie en elle-même et non la conception d'univers ou la rédaction de synopsis et de notes. Il publie en 2011 un roman autonome de fantasy, Chronique du soupir, où il dit avoir prêté davantage attention aux personnages que dans ses précédents romans où il se préoccupait d'abord de l'univers. Dans le même temps, il participe à la conception du jeu de rôle adapté des Chroniques des Féals qui paraît en 2012. En 2012, il publie aux éditions ActuSF un recueil de ses nouvelles auparavant publiées dans des anthologies ou revues de cultures de l'imaginaire : D'une rive à l'autre. En 2015, Mathieu Gaborit est l'un des co-auteurs du livre-univers illustré Jadis. Carnets et souvenirs picaresques de la ville infinie dirigé par Frédéric Weil, avec Charlotte Bousquet, Raphaël Granier de Cassagnac, Régis Antoine Jaulin et des illustrations de Nicolas Fructus et Franck Achard.
Au cours de cette période, Mathieu Gaborit dit avoir vécu une « traversée du désert dans l'écriture » et avoir échoué à trois projets de romans en dépit d'un travail important. Pour résoudre ce problème, il renoue avec l'un de ses premiers univers, celui du roman Abyme, auquel il conçoit une suite : ce sont Les Nouveaux Mystères d'Abyme dont le premier tome, La Cité exsangue, paraît en 2018.

## Influences
En tant qu'écrivain et créateur, Mathieu Gaborit se dit influencé par des auteurs comme Julien Gracq pour son style, Robert E. Howard (créateur du personnage de Conan le barbare) pour le caractère fondateur de ses récits et leur dépouillement, Mervyn Peake pour ses récits décalés, Serge Brussolo pour son imaginaire et Michael Connelly pour la construction de ses intrigues. Il se dit aussi marqué par la fréquentation indirecte de compagnons par le biais de sa famille, ce qui lui laisse un goût prononcé pour l'artisanat élevé au rang d'art et influence sa conception de la magie dans plusieurs de ses univers. Gaborit a longtemps détesté la poésie mais se réconcilie peu à peu avec le genre en découvrant la puissance des images de certains poèmes ; il apprécie notamment Vladimir Maïakovski.

## Œuvres

### L'univers des Crépusculaires

#### Les Chroniques des Crépusculaires
Les Chroniques des Crépusculaires, Éditions Mnémos (collection Légendaire) est un cycle de fantasy paru initialement en trois tomes :
- Souffre-Jour (1995),
- Les Danseurs de Lorgol (1996),
- Agone (1996).

Le livre a ensuite été réédité en un seul volume revu et augmenté, chez le même éditeur, dans la collection grand format « Icares ». En 2003 est parue une édition en poche chez J'ai lu, une nouvelle fois relue et retravaillée. Puis une nouvelle édition grand format paraît en mai 2007 chez l'éditeur d'origine, Mnémos, sous le titre Les Royaumes crépusculaires - l'intégrale. En 2012, un coffret en édition limitée contenant une postface inédite a été publié aux éditions Mnémos. 

#### Abyme
Abyme, Éditions Mnémos (collection Légendaire) paraît initialement en deux tomes :
- Aux Ombres d’Abyme (1996),
- La Romance du démiurge (1997).

De même que les Chroniques, Abyme a ensuite été réédité en un seul volume chez le même éditeur en collection "Icares" (en 2000), puis en poche chez J'ai lu (en 2003).
Le jeu de rôle Agone (voir ci-dessous) est un jeu de rôle de fantasy flamboyante qui s'inspire des Chroniques des Crépusculaires et d’Abyme, en y ajoutant certains éléments. Il étend et approfondit largement l'univers, qui y est baptisé l'Harmonde. Mathieu Gaborit a participé à sa conception. En 2009, les éditions Mnémos ont publié un « livre-univers » dérivé d’Abyme, un ouvrage collectif publié sous le titre Abyme : le guide de la cité des Ombres et illustré par Gérard Trignac. Ce livre suscite à son tour un jeu de rôle sur table, Abyme, aventures dans la cité des Ombres, publié par les éditions des Douze Singes en 2010.

#### Nouvelles dans l'univers des Crépusculaires
- La nouvelle « Songe ophidien », publiée dans une anthologie en 1999 (voyez plus bas), se déroule dans l'univers des Crépusculaires et reprend l'un des personnages des Chroniques des Crépusculaires.
- (avec Raphaël Granier de Cassagnac) La Confrérie des Bossus, Mnémos, 2016.

Mathieu Gaborit et Raphaël Granier de Cassagnac publient une série de nouvelles à épisodes dans plusieurs des suppléments de la gamme du jeu de rôle Agone. En 2016, cette série a été rassemblée en un volume, dans une version légèrement remaniée avec l'aide de Coralie David, sous le titre La Confrérie des Bossus, toujours chez Mnémos.

#### Les Nouveaux Mystères d'Abyme (diptyque)
- La Cité exsangue, Mnémos, 2018.
- Flamboyance, Mnémos, 2022.

### L'Âme des rois nains
L'Âme des Rois nains, Éditions Mnémos (collection Daemonicon), cycle de fantasy en trois tomes sous le pseudonyme de William Hawk :
- Le Roi déchu (1997)
- La tour des mages (1998)
- L'ombre de Noth (1998)

### Bohème
Bohème, Éditions Mnémos (collection Science-Fiction), cycle steampunk en deux tomes :
- Les Rives d’Antipolie (1997),
- Revolutsyia (1997).

Ces deux romans se déroulent dans l'univers du jeu de rôle sur table Ecryme auquel l'auteur avait participé quelques années plus tôt. Le cycle Bohème a été réédité sous la forme d'une intégrale en un volume en 2008 aux éditions Folio SF. Il est ensuite réédité chez Mnémos en 2015.

### Les Chroniques des Féals
Les Chroniques des Féals, éditions Bragelonne, une trilogie de fantasy :
- Cœur de phénix (2000)
- Le Fiel (2001)
- Le Roi des cendres (2002)

### Romans dans l'univers d'Aarklash
Mathieu Gaborit a également collaboré à l'univers du jeu de figurines Rag'Narok de Rackham et a écrit deux romans se déroulant dans son univers, Aarklash, romans vendus avec des figurines de personnages légendaires :
- La Faille de Kaïber (vendu avec la figurine du Syd de Kaïber, héros des elfes cynwälls)
- Les cendres de la colère (vendu avec la figurine de S'erum, héros des ophidiens)

Publiés d'abord par Rackham, ces deux romans ont été ensuite réédités en poche chez Point, dans la collection « Fantasy », avec pour titre général Le Cycle des Ombres.

### Romans indépendants et livres illustrés
- Confessions d'un automate mangeur d'opium (1999), Éditions Mnémos, coécrit avec Fabrice Colin. Ce roman a reçu le prix Bob Morane – Imaginaire 2000, dans la catégorie "Meilleur roman francophone".
- Arcanes féeriques. Carnets de voyage de Sinane l'enchanteur (2005), éditions Tournon, récit de fantasy illustré par Amandine Labarre.
- Faery City (2007), éditions La Mascara, roman graphique fantastique illustré par Amandine Labarre.
- Chronique du soupir (2011), Éditions Le Pré aux clercs.
- Mathieu Gaborit a participé à l'écriture de Jadis. Carnets et souvenirs picaresques de la ville infinie (2015), livre-univers aux éditions Mnémos dans la collection "Ourobores".

### Nouvelles
- Un passé trompeur, dans Chasseurs de rêves n°3, 1998 (réédité dans le recueil D'une rive à l'autre en 2012).
- Le Vitrail de jouvence, dans l'anthologie Fantasy, Fleuve Noir, 1998, p. 195-210 (réédité dans le recueil D'une rive à l'autre en 2012).
- Songe ophidien, dans l'anthologie Légendaire, Mnémos, 1999 (réédité dans le recueil D'une rive à l'autre en 2012).
- L'étreinte de Babylone, dans l'anthologie Jour de l'An 1000, Nestiveqnen, 1999 (réédité dans le recueil D'une rive à l'autre en 2012).
- Aux frontières de Sienne, dans l'anthologie Royaumes, Fleuve Noir, 2000 (réédité dans le recueil D'une rive à l'autre en 2012).
- Involution, dans l'anthologie Explorateurs et autres découvertes, Lulu, 2007 (réédité dans le recueil D'une rive à l'autre en 2012).
- Mime, dans l'anthologie Solstice, vol. 2, Mille Saisons, 2008 (réédité dans le recueil D'une rive à l'autre en 2012).
- D'une rive à l'autre, recueil de nouvelles, éditions Actusf, 2012.
- Under a Lilac Tree, dans l'anthologie Reines et Dragons, Mnémos, 2012.
- Prédatrice, dans l'anthologie Trolls et Légendes. Anthologie semi-hommes, Asgard, 2013.

### Textes théoriques
- Ombres et silences, dans Méditations sur la Terre du Milieu, textes réunis par Karen Haber, Bragelonne, 2003, p. 253-257.
- Avec Fabrice Colin,  La fantasy, mode d'emploi, dans Ozymandias, n°1, janvier 2004.

## Jeux

### Jeux de rôle
Mathieu Gaborit est également un auteur de jeux de rôle sur table. Il a créé ou participé à l'écriture des jeux de rôle suivants :
- Ecryme, coécrit avec Guillaume Vincent, publié en 1994 chez Tri Tel. Ecryme est un univers steampunk, dans lequel se déroulent les deux romans de Bohème, parus trois ans plus tard. Trois suppléments paraissent pour le jeu : Les Faucheurs de brise (1994), Eole (1995), Itinérance (1996).
- Guildes : la quête des origines, publié chez Multisim en 1996 (participation au livre de base)
- Dark Earth, publié chez Multisim en 1997, qui développe l'univers du jeu vidéo du même nom développé par Kalisto Entertainment (participation au livre de base et à plusieurs suppléments).
- Agone, réalisé collectivement par l'équipe de Multisim, paru en 1999. Le jeu est adapté des Chroniques des Crépusculaires, dont il reprend l'univers en y ajoutant des éléments originaux ou qui n'étaient que peu développés dans les romans.

- Abyme, également paru chez Multisim, en 2000, et adapté du roman éponyme. Les deux jeux partageant le même univers, Abyme peut être utilisé comme un supplément pour Agone ou comme un jeu autonome.
- Les Chroniques des Féals, paru chez Sans-Detour en 2012 et adapté de la trilogie éponyme.

### Jeux vidéo
Mathieu Gaborit a aussi travaillé sur les jeux Outcast et Outcast II d'Infogrames ainsi que pour Delphine Software, Spiders et Ubi Soft (licence Heroes of Might and Magic).

### Documentaire
- Fantasy Stars : Auteurs de fantasy et gamers, documentaire d'Olivier Gand, diffusé pour la première fois en ligne sur la chaîne Nolife le 6 juin 2011. (Documentaire consacré à un groupe d'auteurs de fantasy et de fantastique français et à leur rapport au monde du jeu vidéo.)